# Jamie Waylett
Jamie Michael Waylett (Londres, Inglaterra; 21 de julio de 1989) es un actor británico conocido por su papel de Vincent Crabbe en seis de las ocho películas de Harry Potter.

## Detenciones
El 7 de abril de 2009, Waylett fue detenido por una plantación de marihuana que cultivaba en la casa de su madre, en el noreste de Londres, por lo cual fue condenado a 120 horas de trabajo comunitario. Waylett anteriormente había sido acusado de consumir cocaína en octubre de 2006, cuando tenía 17 años, motivo por el cual no pudo participar en las últimas dos películas de la saga de Harry Potter.[cita requerida]
Posteriormente, desde el 29 de septiembre de 2011, se encontraba con arresto domiciliario por participar como miembro de una banda que causó disturbios en un barrio londinense el 8 de agosto de 2011. Luego de reconocer su culpabilidad, fue condenado por el tribunal de Wood Green Crown a dos años de cárcel por comportamiento violento.

## Filmografía

### Cine
- 2001 - Harry Potter y la piedra filosofal - Vincent Crabbe
- 2002 - Harry Potter y la cámara secreta - Vincent Crabbe
- 2004 - Harry Potter y el prisionero de Azkaban - Vincent Crabbe
- 2005 - Harry Potter y el cáliz de fuego - Vincent Crabbe
- 2007 - Harry Potter y la Orden del Fénix - Vincent Crabbe
- 2009 - Harry Potter y el misterio del príncipe - Vincent Crabbe